# Josephine Terlecki
Josephine Terlecki (17. februar 1986) er en tysk kuglestøder som fra 2011 stiller op for for SC Magdeburg, før för var hun aktiv i LG Ohra Hörselgas.
Ved EM indendørs 2011 i Paris, vandt hun med en personlig rekord på 18,09 m, bronzemedaljen i kuglestød.

## Personlige rekorder
- Kuglestød: 18,00 m, 28. maj 2008, Neuwied, Tyskland
- Kuglestød-inde: 18,09 m, 5. marts 2011, Paris-Bercy, Frankrig